# Babka (nástroj)

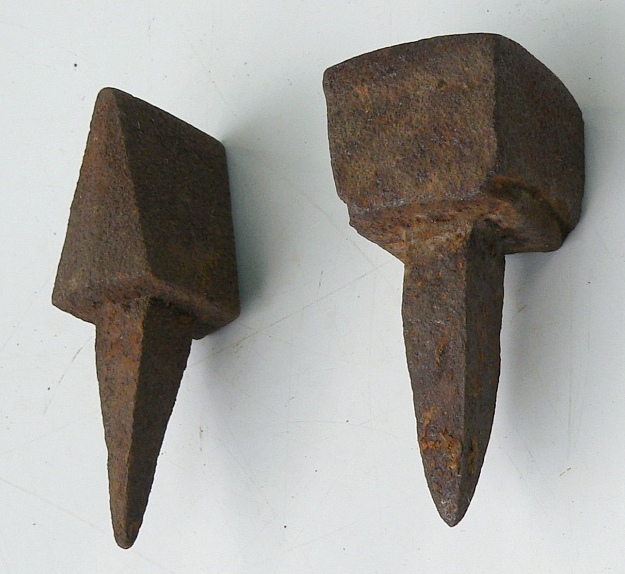
Ostrá a plochá babka na klepání kos

Babka je ocelová podložka (v podstatě miniaturní kovadlina) sloužící k naklepání ostří kosy před samotným sečením pomocí kladívka. Na spodní straně tohoto nástroje je bodec, kterým je babka upevněna např. v dřevěném špalku. Ten může být součástí sedátka tzv. „kozlíku“ a v něm zachycena tak, aby co nejvíce usnadnila práci při naklepávání. Babka je buď široká (plochá), u které se používá kladívko s úzkou hranou (nosem) nebo úzká (ostrá), u které se používá kladívko s širokou plochou. Úzká babka se musí občas přebrousit, aby se na ni nevytvářela ploška. Úzkou babku si musí každý ustavit na kozlíku podle svojí fyziognomie (levák – pravák). Plochá babka je univerzální. Plochá babka má také tu výhodu, že její opotřebení je minimální a prakticky se nemusí nijak opravovat. 